# Mark French (hockey sur glace)
Pour les articles homonymes, voir French.
Mark French, né en 1971 à Milton en Ontario, est un entraîneur canadien de hockey sur glace.

## Biographie
Natif de Milton, Mark French suit des études à la Brock University en Ontario, où, en parallèle, il évolue avec l'équipe de hockey sur glace et commence sa carrière d'entraîneur en tant qu'assistant, puis entraîneur en chef dès la saison 1996-1997. Il entre en 1998 dans le staff de l'université de Guelph, avant de rejoindre l'organisation des Centennials de North Bay.
En 2009 et en 2010, il remporte la Coupe Calder avec les Bears de Hershey.
En 2017, il est nommé entraîneur du HC Fribourg-Gottéron, où il succède à Larry Huras. Lors de sa première saison en Suisse, il a mené son équipe en playoffs, avant d'être éliminé en quart de finale par le HC Lugano en 5 matches.

## Palmarès
- Champion de la Coupe Calder en 2009 et 2010 avec les Bears de Hershey